# Madonna del Lucherino

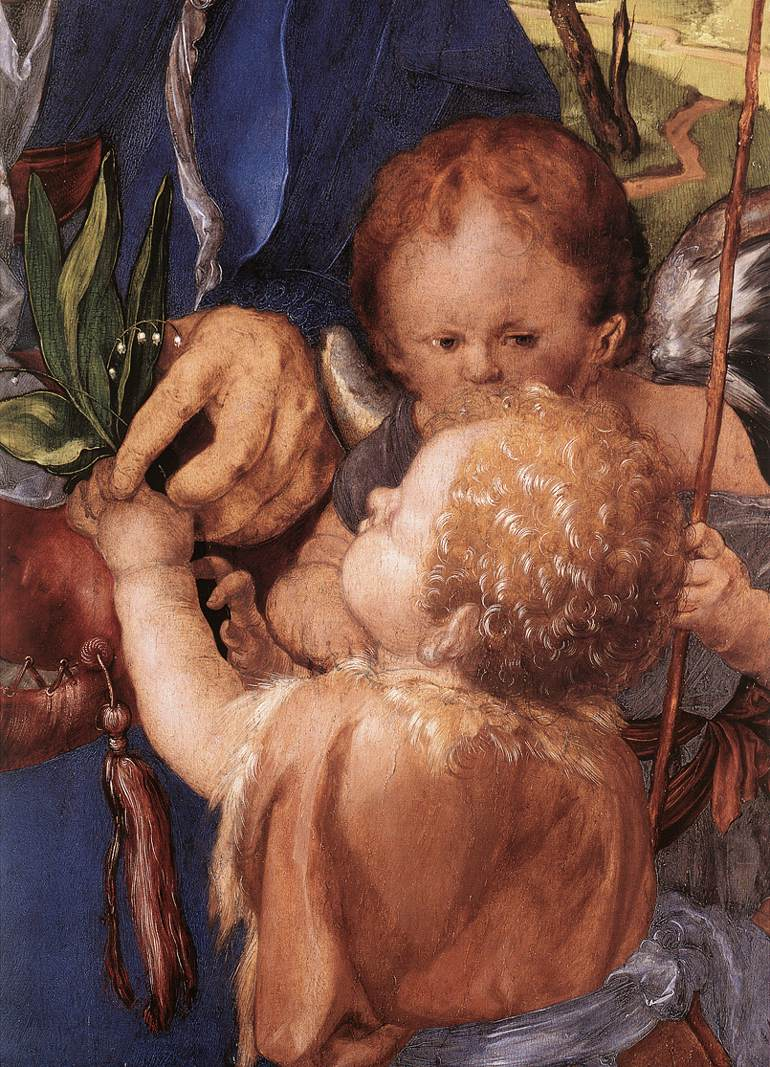
Dettaglio

La Madonna del Lucherino è un dipinto a olio su tavola di pioppo (91x76 cm) di Albrecht Dürer, firmato e datato 1506, e conservato nella Gemäldegalerie a Berlino. L'opera contiene il monogramma di Dürer e l'iscrizione "Albertus Durer Germanus faciebat post Virginis partum 1506", cioè fatto nell'anno del Signore 1506, sul foglietto appoggiato in primo piano. 

## Storia
L'opera risale al secondo soggiorno dell'artista a Venezia ed è molto vicino alla festa del Rosario, del quale sembra un ritaglio della parte centrale con varianti.
In particolare, sia la posa degli angioletti svolazzanti sia il moto centrifugo del bambino sembrano ricordare la grande pala dove il bambinello, con lo stesso movimento plastico, incorona il pontefice.

## Descrizione e stile
Maria è seduta su un trono con lo schienale coperto da un drappo penzolante, di colore rosso, che divide in due parti il paesaggio, uno stilema della pittura fiamminga del secondo Quattrocento da tempo in uso anche nell'arte italiana, in particolare veneziana. Simili all'altra pala sono anche i due cherubini in volo che reggono la corona di Maria, in questo caso composta da foglie e fiori. Ai lati si scorge un paesaggio in cui l'attenzione alla resa del dettaglio grafico dimostra l'appartenenza alla scuola tedesca, differenziandosi dal tonalismo veneziano.
Il nome della tavola deriva dal lucherino, un uccellino simbolo della Passione che sta sul braccino di Gesù. Il Bambino sta seduto in grembo della madre, sopra un gonfio cuscino, con una vestaglietta aperta, il cui lembo va a finire sul tavolinetto in primo piano, dove si trova il cartiglio con la firma, e con in mano un fazzoletto accartocciato, con cui sembra voler colpire l'uccellino.
In basso a destra stanno un angioletto e san Giovannino, riconoscibile dalle pelli da eremita, che porge a Maria qualche mughetto: tale fiore simboleggia la fine dell'inverno e quindi il ritorno della serenità, ed era inoltre chiamato, per la sua forma, "scala del Paradiso". L'angioletto invece regge al Battista la lunga croce, fatta di bastoncini.
Maria tiene con la destra un libro, nella posizione che la certifica come sedes sapientia, cioè colei che tiene in grembo la Sapienza divina sotto forma di Gesù infante.
L'opera dimostra similitudini anche con la Madonna delle Ciliegie di Tiziano, che è databile nel decennio successivo.